# Осколковська сільська рада
Оско́лковська сільська рада (рос. Осколковский сельский совет) — сільське поселення у складі Алейського району Алтайського краю Росії.
Адміністративний центр та єдиний населений пункт — село Осколково.

## Населення
Населення — 689 осіб (2019; 806 в 2010, 974 у 2002).